# Anogramma lorentzii
Anogramma lorentzii är en kantbräkenväxtart som först beskrevs av Georg Hans Emmo Wolfgang Hieronymus, och fick sitt nu gällande namn av Friedrich Ludwig Diels. Anogramma lorentzii ingår i släktet Anogramma och familjen Pteridaceae. Inga underarter finns listade.